# Jutta Vulpius
Jutta Vulpius (* 31. Dezember 1927 in Erfurt; † 16. November 2016 in Berlin) war eine deutsche Opernsängerin (Koloratursopran).

## Leben
Jutta Vulpius, eingeheiratet in die Familie von Christiane Vulpius, der Gattin Goethes, spielte in ihrer Jugend Klavier. Die Begegnung mit Gerhard Unger anlässlich eines Konzertes während des Krieges verstärkte ihren Wunsch, als Sängerin tätig zu werden. Sie studierte von 1946 bis 1951 in Weimar bei Franziska Martienssen-Lohmann.
Sie debütierte als „Königin der Nacht“ in der Premiere von Walter Felsensteins Inszenierung der Zauberflöte in der Komischen Oper Berlin am 25. Februar 1954. Dort blieb sie bis 1956. Danach wechselte sie an die Staatsoper Berlin, deren Ensemble sie 35 Jahre angehörte. Sie hatte ein umfangreiches Repertoire, sang in Opern von Mozart, Händel und auch Wagner. Gastspiele führten sie nach Barcelona, Rom, Lissabon, Kairo, Moskau, Prag, München und Hamburg.
Über 10 Jahre sang sie in Halle (Saale) bei den Händelfestspielen.
Von 1954 bis 1956 folgte sie dem Ruf nach Bayreuth.
Neben ihrer Operntätigkeit pflegte sie aber auch den Konzert-, Lied- und Oratoriengesang.
Außerdem wirkte sie 1988 im Fernsehschwank Drei reizende Schwestern: Willkommen im Rampenlicht als Wirtin der Theater-Pension „Rampenlicht“ mit.

## Auszeichnung
- 1959 Kammersängerin
- 1959 Nationalpreis der DDR

## Schallplatten
- Die Entführung aus dem Serail, Mozart-Arien.
- Carmina burana von Carl Orff, mit Hans-Joachim Rotzsch, Kurt Hübenthal bei ETERNA
- Acis und Galathea von Georg Friedrich Händel